# Jaloxtoc
Jaloxtoc es una localidad del estado mexicano de Morelos. Es parte del municipio de Ayala.

## Toponimia
El nombre «Jaloxtoc» proviene de los términos en náhuatl: xalli, arena; oztotl, cueva; co, locativo. Su significado es «Lugar de las cuevas de arena».

## Demografía
| Gráfica de evolución demográfica |
|                                  |

| Censo | Población |
| ----- | --------- |
| 1900  | 566       |
| 1910  | 725       |
| 1921  | 383       |
| 1930  | 401       |
| 1940  | 469       |
| 1950  | 693       |
| 1960  | 871       |
| 1970  | 1437      |
| 1980  | 2169      |
| 1990  | 2774      |
| 2000  | 3395      |
| 2010  | 3566      |
| 2020  | 4026      |